# Paul Kuhn (St. Michaelsvereinigung)
Paul Kuhn (* 10. Januar 1920 in Romanshorn; † 26. September 2002 in Dozwil) war ein Schweizer Gärtner, Lehrer der Coué-Methode und Gründer der St. Michaelsvereinigung.

## Leben
Kuhn war in den 1960er-Jahren Mitglied der Coué-Bewegung, einer Gruppierung, die in Anlehnung an den französischen Apotheker Émile Coué eine positive Lebensgestaltung mittels Autosuggestion anstrebt. Im Rahmen dieser Tätigkeit lernte Kuhn Maria Gallati (verstorben 1988) aus Rorschacherberg kennen, die bei gemeinsamen Entspannungsübungen in eine Art Verzückungszustand geriet und durch deren Mund sich angeblich jenseitige Wesen, so insbesondere der Heilige Erzengel Michael, manifestierten. So kam es zur Gründung der «St. Michaelsvereinigung», die im Thurgauer Ort Dozwil ihren Sitz nahm und dort ein Zentrum errichtete. Diese Gruppierung erhielt schnell Zuwachs aus diversen Kreisen.
Bekannt wurde die St. Michaelsvereinigung im Jahr 1988, als nach dem Tod von Maria Gallati, die als «Werkzeug Gottes» Engelsbotschaften erhielt, die Sensationspresse angebliche Endzeitbotschaften an die Öffentlichkeit brachte und so ein Tumult am 8. Mai 1988 (Muttertag) in Dozwil mit nachfolgenden Prozessen  Aufmerksamkeit erregte.